# FNNニュース3:50
『FNNニュース3:50』は、1997年3月31日から1999年3月31日まで、フジテレビ（FNN）で放送された5分間のニュース番組である。

## 概要
この番組は、当時の夕方のニュース番組『FNNニュース555 ザ・ヒューマン』の開始に伴い、それまでの番組枠が5分ずつ繰り上がった関係でスタートした。
大半の系列局はフジテレビと同一タイトルで放送していたが、関西テレビでは『KTVニュースフラッシュ』、岡山放送では『OHKフラッシュニュース』などというように、一部の系列局では別のタイトルに差し替えて放送された。
この番組の後番組『FNNレインボー発・午後』は、2000年3月まで15:25 - 15:30に放送された。

## 放送時間
- 月 - 金曜日 15:50 - 15:55（JST）

## キャスター
| 期間                                                                                         | 期間          | 月 - 水                   | 木・金                    |
| -------------------------------------------------------------------------------------------- | ------------- | ------------------------- | ------------------------- |
| 1997年3月31日                                                                                | 1998年3月27日 | 大林典子（現 : 吉崎典子） | 大林典子（現 : 吉崎典子） |
| 1998年3月30日                                                                                | 1999年3月31日 | 阿部知代                  | 森昭一郎                  |
| - 大林（現 : 吉崎）は『おはよう!ナイスデイ』も担当。 - 阿部は『産経テレニュースFNN』も担当。 |               |                           |                           |